# Diocese de Viana (Brasil)
A Diocese de Viana (Dioecesis Vianensis) é uma circunscrição eclesiástica da Igreja Católica no estado brasileiro do Maranhão, sufragânea da Arquidiocese de São Luís do Maranhão.

## Bispos
Ao longo de sua história, a diocese teve seis bispos diocesanos.
|        | Nome                                 | Período     | Notas                               |
| Bispos | Bispos                               | Bispos      | Bispos                              |
| ------ | ------------------------------------ | ----------- | ----------------------------------- |
| 6º     | Evaldo Carvalho dos Santos, C.M.     | 2019- atual |                                     |
| 5º     | Sebastião Lima Duarte                | 2010-2017   | Nomeado bispo de Caxias do Maranhão |
| 4º     | Xavier Gilles de Maupeou d’Ableiges  | 1998-2010   | Bispo emérito                       |
| 3º     | Adalberto Paulo da Silva, O.F.M.Cap. | 1975-1995   | Nomeado bispo auxiliar de Fortaleza |
| 2º     | Francisco Hélio Campos               | 1969-1975   |                                     |
| 1º     | Amleto de Angelis, M.S.C.            | 1963-1967   |                                     |